# Gens Flamínia
La gens Flamínia (llatí: gens Flaminia) va ser una família romana d'origen plebeu que apareix ja avançada la República i no se la menciona mai durant cinc primers segles de la història de Roma.
El nom deriva de flamen, equivalent a sacerdot, i sembla que es va aplicar originàriament a un serven d'un flamen (Flaminius Camillus). Hi ha una certa confusió entre la família dels Flaminii i la dels Flaminini, ja que aquestos darrers formaven part de la gens Quíntia, d'origen patrici, però els altres no se sap. Els únics cognoms coneguts són Quiló i Flamma. Un Flamini mort a la batalla del llac Trasimè mencionat com a Flaminius Nepos, no té evidència històrica per aquest darrer cognom.
Personatges destacats van ser:
- Gai Flamini, tribú de la plebs el 232 aC i cònsol el 223 i 217 aC
- Gai Flamini, cònsol el 187 aC
- Gai Flamini, magistrat romà, pretor el 66 aC.